# Sender Aurich-Popens
Der Sender Aurich-Popens, im Volksmund Fernsehturm Aurich ist ein Grundnetzsender in Aurich-Popens und wird vom Norddeutschen Rundfunk betrieben. Er stellt die terrestrische Rundfunkgrundversorgung für TV (DVB-T) und Radio (DAB, UKW-Rundfunk) auf der ostfriesischen Halbinsel und im westlichen Ammerland sicher. Lediglich die analoge Ausstrahlung über UKW von Deutschlandfunk Kultur, Radio Ostfriesland und Radio 21 wird nicht von hier, sondern vom Sender Aurich-Haxtum der Media Broadcast vorgenommen. Als Antennenträger kommt am Standort Aurich-Popens ein 238 Meter hoher, abgespannter Stahlrohrmast zum Einsatz, der das sechsthöchste Bauwerk Ostfrieslands ist – nach fünf auf dem Gebiet der Gemeinde Ostrhauderfehn stehenden Antennen des Längstwellensenders DHO38 der Marine.

## Geschichte
Der Sender Aurich-Popens ging am 4. Mai 1961 mit der Ausstrahlung des Deutschen Fernsehens auf Kanal 39 in Betrieb. Im Herbst 1961 wechselte der Sender auf den Kanal 53. Das Programm wurde zunächst über eine provisorische Antenne in 130 Meter Höhe ausgestrahlt. Die endgültige Antenne wurde am 10. Juli 1962 an der Spitze des Sendemastes in Betrieb genommen. Die Ortskennung des bei Zuspiel-Störungen vom Senders ausgestrahlten Testbildes lautete hier und auch bei später ausgestrahlten anderen Fernsehprogrammen auf Ostfriesland.
Die NWDR-Hörfunkprogramme wurden zunächst noch vom damaligen Betriebsgelände in Osterloog, heute Norddeich ausgestrahlt. Kurz vor dem Verkauf des Geländes an die damalige Deutsche Bundespost und der Übernahme des dortigen Betriebes durch Norddeich Radio wechselten sie am 7. März 1964 nach Aurich-Popens und sorgten dadurch für eine bessere UKW-Versorgung. Ausgestrahlt wurde das Programm NDR 1 auf 90,05 MHz und NDR 2 auf 95,80 MHz mit je 25 kW, nach dem in Osterloog nur 3 kW zur Verfügung standen. Außerdem wurde der NWDR auf der Mittelwellenfrequenz 701 kHz mit 5 kW verbreitet.
Am 1. April 1964 ging NDR 3 auf 98,15 MHz mit 25 kW auf Sendung. Das 3. NDR Fernsehprogramm folgte am 9. September 1966 auf Kanal 43.
NDR 2 begann am 5. November 1967 mit der Stereo-Ausstrahlung. Die seinerzeit junge Technik war von Anfang an darauf ausgelegt und der Sender Aurich konnte das Format von Beginn an verbreiten. Der Mittelwellensender auf 701 kHz wurde am 14. März 1977 abgeschaltet. Die Aufschaltung des Deutschlandfunks auf 101,8 MHz erfolgte am 23. Dezember 1986 mit 2 kW. Die Leistung wurde später auf 100 kW angehoben.
Der erste niedersächsische Privatsender Radio ffn ging am 23. Dezember 1986 auf 103,1 MHz auf Sendung. Ihm folgte am 21. Mai 1990 der zweite niedersächsische Privatsender Antenne Niedersachsen auf 104,9 MHz. Die Aufschaltung von NDR Info auf 96,4 MHz mit 10 kW erfolgte am 5. November 1991. Am 8. April 1995 wurde das Programm N-Joy Radio auf 92,7 MHz mit 1 kW aufgeschaltet.
Alle analogen Fernsehprogramme (PAL-Norm) wurden am 22. Mai 2006 abgeschaltet und die digitale Ausstrahlung (DVB-T-Norm) begann mit drei Bouquets.
Am 1. Oktober 2015 wurde zunächst das erste nationale DAB+-Programmpaket aufgeschaltet, am 24. November 2015 folgte dann dasjenige des Norddeutschen Rundfunks.

## Frequenzen und Programme

### Analoges Radio (UKW)
In UKW werden folgende Programme ausgestrahlt:
| Frequenz (MHz) | Programm              | RDS PS            | RDS PI                | Regionalisierung   | ERP (kW) | Antennendiagramm rund (ND)/gerichtet (D) | Polarisation horizontal (H)/vertikal (V) |
| -------------- | --------------------- | ----------------- | --------------------- | ------------------ | -------- | ---------------------------------------- | ---------------------------------------- |
| 90,0           | NDR Kultur            | NDR_Kult          | D383                  | –                  | 25       | ND                                       | H                                        |
| 92,7           | N-Joy                 | _N-JOY__          | D385                  | –                  | 1,6      | D (160–0°, 30–50°, 80–130°)              | H                                        |
| 95,8           | NDR 1 Niedersachsen   | NDR_1_OL NDR1_NDS | D681 (regional), D381 | Oldenburg          | 25       | ND                                       | H                                        |
| 96,4           | NDR Info              | NDR_Info          | D384                  | –                  | 10       | D (160–0°, 30–50°, 80–130°)              | H                                        |
| 98,1           | NDR 2                 | _NDR_2__          | D382                  | –                  | 25       | ND                                       | H                                        |
| 90,6           | Radio Nordseewelle    | NORDSEE_          | 1888                  | –                  | 1        | D (290–330°)                             | H                                        |
| 101,8          | Deutschlandfunk       | __DLF___          | D210                  | –                  | 100      | ND                                       | H                                        |
| 103,1          | Radio ffn             | ffn_Meer __ffn___ | DC88 (regional), D388 | Meer               | 25       | ND                                       | H                                        |
| 104,9          | Antenne Niedersachsen | ANTENNE_          | D889 (regional), D389 | Ostfriesland/Küste | 25       | D (150-60°)                              | H                                        |

### Digitales Radio (DAB / DAB+)
Digitaler Hörfunk im DAB+-Standard wird in vertikaler Polarisation im Gleichwellenbetrieb (Single Frequency Network) mit anderen Sendern ausgestrahlt.
| Block                          | Programme (Datendienste) | ERP (kW) | Antennen- diagramm rund (ND)/ gerichtet (D) | Gleichwellennetz (SFN) |
| ------------------------------ | --- | -------- | ------------------------------------------- | --- |
| 5C DR Deutschland (D__00188)   | DAB+ Block der Media Broadcast: - Absolut relax (72 kbps) - Dlf (104 kbps) - Dlf Kultur (112 kbps) - Dlf Nova (104 kbps) - DRadio DokDeb (48 kbps) - Energy Digital (72 kbps) - ERF Plus (64 kbps) - Klassik Radio (72 kbps) - Radio Bob (72 kbps) - Radio Horeb (48 kbps) - Radio Schlagerparadies (64 kbps) - Schwarzwaldradio (64 kbps) - sunshine live (72 kbps) - DRadio Daten (32 kbps Daten) - EPG Deutschland (16 kbps Daten) - TPEG (16 kbps Daten) - TPEG_MM (16 kbps Daten) | 4        | ND                                          | - Baden-Württemberg: Aalen, Baden-Baden (Fremersberg), Bad Mergentheim, Blauen, Brandenkopf, Donaueschingen, Feldberg im Schwarzwald, Freiburg (Vogtsburg-Totenkopf), Geislingen (Oberböhringen), Großerlach (Hohe Brach), Heidelberg (Königstuhl), Heilbronn (Schweinsberg), Hochrhein (Rickenbach), Hornisgrinde, Pforzheim (Schömberg-Langenbrand), Raichberg, Ravensburg (Höchsten), Reutlingen, Stuttgart (Frauenkopf), Ulm (Kuhberg) - Bayern: Amberg (Hirschau), Aschaffenburg (Pfaffenberg), Augsburg (Hotelturm), Bad Tölz (Gaißach), Bamberg (Geisberg), Büttelberg, Brotjacklriegel, Dillberg, Grünten, Herzogstand, Hochberg (Traunstein), Hoher Bogen, Inntal (Ebbs), Ingolstadt (Gelbelsee), Kreuzberg/Rhön, Landshut (Altdorf), München (Olympiaturm), Nennslingen (Büchelberg), Nürnberg, Oberammergau, Ochsenkopf, Passau, Pfänder, Pfaffenhofen, Pfarrkirchen, Pfronten, Regensburg (Hohe Linie), Unterringingen, Untersberg, Wendelstein (Bayrischzell), Würzburg (Frankenwarte) - Berlin: Berlin (Alexanderplatz), Berlin (Scholzplatz) - Brandenburg: Bad Belzig, Booßen, Brandenburg/Havel, Calau, Casekow, Cottbus, Eisenhüttenstadt, Petkus, Pritzwalk, Templin - Bremen: Bremen (Walle), Bremerhaven-Schiffdorf - Hamburg: Hamburg (Moorfleet), Hamburg (Heinrich-Hertz-Turm) - Hessen: Bad Hersfeld (Rimberg), Biedenkopf (Sackpfeife), Fulda (Hummelskopf), Frankfurt (Europaturm), Gelnhausen (Schnepfenkopf), Gießen (Dünsberg), Großer Feldberg, Hardberg, Hohe Wurzel, Hoher Meißner, Kassel (Habichtswald), Mainz-Kastel - Mecklenburg-Vorpommern: Garz (Rügen), Güstrow, Malchin, Neubrandenburg-Süd, Rostock (Toitenwinkel), Röbel, Schwerin (Zippendorf-Gr.Dreesch), Torgelow, Wismar/Rüggow, Züssow - Niedersachsen: Aurich-Popens, Braunschweig (Broitzem), Braunschweig (Drachenberg), Cuxhaven-Stadt, Dannenberg, Göttingen (Bovenden-Osterberg), Hannover (Telemax), Lingen, Lüneburg-Neu Wendhausen, Molbergen-Peheim, Osnabrück (Bramsche-Schleptruper Egge), Hildesheim (Sibbesse), Steinkimmen, Uelzen, Visselhövede, Wilhelmshaven - Nordrhein-Westfalen: Aachen (Karlshöhe), Bielefeld (Hünenburg), Bonn (Venusberg), Dortmund (Florianturm), Düsseldorf (Rheinturm), Eggegebirge, Herscheid, Hochsauerland (Hunau), Hürtgenwald-Großhau, Köln (Colonius), Langenberg, Lügde-Rischenau (Köterberg), Minden (Jakobsberg), Münster (Fernmeldeturm), Schöppingen, Siegen-Süd, Wesel - Rheinland-Pfalz: Bad Kreuznach (Schanzenkopf), Bad Marienberg (Westerwald), Bornberg, Daun (Eifel), Edenkoben (Kalmit), Heckenbach-Schöneberg (Ahrweiler), Idar-Oberstein, Kaiserslautern, Kettrichhof, Koblenz (Kühkopf), Trier (Petrisberg) - Saarland: Merzig-Merchingen, Saarbrücken (Schoksberg) - Sachsen: Chemnitz, Dresden, Geyer, Leipzig, Löbau, Neustadt, Oschatz, Schöneck, Zwickau Ost - Sachsen-Anhalt: Brocken, Burg, Dequede, Petersberg, Pettstädt (Weißenfels), Schneidlingen, Wittenberg - Schleswig-Holstein: Bungsberg, Flensburg, Heide, Helgoland, Hennstedt, Kiel (Kronshagen), Lübeck (Stockelsdorf), Schleswig, Niebüll (Süderlügum), Westerland (Sylt) - Thüringen: Bleßberg (Sonneberg), Erfurt-Hochheim, Gera, Inselsberg, Jena (Oßmaritz), Kulpenberg, Saalfeld (Remda), Lobenstein (Sieglitzberg), Weimar (Ettersberg) |
| 8D NDR NDS OL (D__00423)       | DAB-Block des Norddeutschen Rundfunks: - NDR 1 NDS OL (Oldenburg) (104 kbps) - NDR 2 NDS (104 kbps) - NDR Kultur (104 kbps) - NDR Info NDS (104 kbps) - N-Joy (104 kbps) - NDR Blue (104 kbps) - NDR Schlager (104 kbps) - NDR Info Spezial (104 kbps) - NDR BWS (16 kbps) - ARD TPEG (16 kbps) | 16       | ND                                          | Aurich-Popens, Bremen (Walle), Bremerhaven (Schiffdorf), Cuxhaven-Altenwalde, Molbergen, Steinkimmen (Ganderkesee), Vechta-Langförden, Wilhelmshaven |
| 11A NI NORDSEE K11A (D__00263) | DAB-Block der Media Broadcast: - 89.0 RTL (96 kbps) - Antenne Niedersachsen (72 kbps) - Antenne Schlager (72 kbps) - bigFM (72 kbps) - Jam FM (72 kbps) - Oldie Antenne (72 kbps) - Radio 21 (Küste) (72 kbps) - Radio Bollerwagen (72 kbps) - Radio ffn (72 kbps) - Nordseewelle (72 kbps) - Nordseewelle 2 (72 kbps) - The Wolf (Küste) (72 kbps) | 8        | ND                                          | Aurich |

### Digitales Fernsehen (DVB-T / DVB-T2)
Die Umstellung des Senders Aurich-Popens auf den DVB-T2-Standard mit HEVC Bildcodierung erfolgte am 29. März 2017. Optional lassen sich zusätzliche im NDR-Angebot und bei Freenet TV connect als Verknüpfung enthaltene Programme über eine Internetverbindung wiedergeben, falls das Empfangsgerät HbbTV (ab Version 1.5) unterstützt (NDR via IP: ARD-alpha HD, rbb Brandenburg HD, SR Fernsehen HD, SWR BW HD, …).
Folgende DVB-T2-Bouquets werden übertragen:
| Kanal | Frequenz (in MHz) | Multiplex                                   | Programme im Multiplex | ERP (in kW) | Antennen- diagramm rund (ND)/ gerichtet (D) | Polarisation horizontal (H)/ vertikal (V) | SFN mit                                                                            |
| ----- | ----------------- | ------------------------------------------- | --- | ----------- | ------------------------------------------- | ----------------------------------------- | ---------------------------------------------------------------------------------- |
| 29    | 538               | ARD Digital (NDR)                           | - Das Erste HD - phoenix HD - arte HD - tagesschau24 HD - one HD Radio: - NDR Blue - NDR Info Spezial - NDR Kultur - NDR Schlager | 79          | ND                                          | H                                         | Aurich-Popens, Bremen (Walle), Bremerhaven-Schiffdorf, Cuxhaven-Stadt, Steinkimmen |
| 35    | 586               | Gemischter Multiplex von ZDF und freenet TV | - ZDF HD - 3sat HD - KiKa HD - ZDFneo HD - ZDFinfo HD - freenet TV connect (HbbTV-Dienst mit mehreren Streams, HbbTV v1.5 erforderlich) | 50          | ND                                          | H                                         | Aurich-Popens, Bremen (Walle), Bremerhaven-Schiffdorf, Cuxhaven-Stadt, Steinkimmen |
| 43    | 650               | ARD regional (NDR) Niedersachsen            | - NDR Fernsehen HD (Niedersachsen) - WDR Fernsehen (Köln) HD - hr-Fernsehen HD / NDR FS HD (HH)(zeitw.) - mdr Fernsehen (Sachsen-Anhalt) HD / NDR FS HD (MV)(zeitw.) - BR Fernsehen Süd HD / NDR FS HD (SH)(zeitw.) Radio: - N-Joy - NDR 1 NDS HAN - NDR 2 - NDR Info | 79          | ND                                          | H                                         | Aurich-Popens                                                                      |

 Sendeparameter 
| Verwendet von (HD-Programme pro Mux)   | Modulations- verfahren | Coderate | FFT-Modus    | Guard- intervall | Pilottöne       | Datenrate [Mbit/s] |
| -------------------------------------- | ---------------------- | -------- | ------------ | ---------------- | --------------- | ------------------ |
| ZDF (5)                                | 64-QAM                 | 3/5      | 16k extended | 19/128           | Pilot Pattern 2 | 22,0               |
| ARD Digital (NDR) (5) NDR regional (5) | 64-QAM                 | 1/2      | 16k extended | 19/128           | Pilot Pattern 2 | 18,2               |

### Ehemaliges analoges Fernsehen
Bis zu deren Umstellung auf DVB-T am 22. Mai 2006 wurden folgende Programme in analogem PAL gesendet:
| Kanal | Frequenz (MHz) | Programm                      | ERP (kW) | Sendediagramm rund (ND)/ gerichtet (D) | Polarisation horizontal (H)/ vertikal (V) |
| ----- | -------------- | ----------------------------- | -------- | -------------------------------------- | ----------------------------------------- |
| 33    | 567,25         | ZDF                           | 220      | ND                                     | H                                         |
| 43    | 647,25         | NDR-Fernsehen (Niedersachsen) | 210      | ND                                     | H                                         |
| 53    | 727,25         | Das Erste (NDR)               | 250      | ND                                     | H                                         |